# Douglas (Wyoming)
Douglas è una città degli Stati Uniti d'America, capoluogo della Contea di Converse dello Stato del Wyoming. Nel censimento del 2000 la popolazione era di 5.288 abitanti. La città è stata fondata nel 1886.

## Geografia fisica
Secondo i rilevamenti dell'United States Census Bureau, la località di Douglas si estende su una superficie di 13,6 km², dei quali 13,2 km² occupati da terre e 0,4 km² da acque.

## Popolazione
Secondo il censimento del 2000, a Douglas vivevano 5.288 persone, ed erano presenti 1.423 gruppi familiari. La densità di popolazione era di 399 ab./km². Nel territorio comunale si trovavano 2.385 unità edificate. Per quanto riguarda la composizione etnica degli abitanti, il 94,12% era bianco, lo 0,06% era afroamericano, lo 0,78% era nativo, lo 0,13% proveniva dall'Asia, lo 0,02% proveniva dall'Oceano Pacifico, il 3,63% apparteneva ad altre razze e l'1,27% a due o più. La popolazione di ogni razza ispanica corrispondeva al 6,64% degli abitanti.
Per quanto riguarda la suddivisione della popolazione in fasce d'età, il 28,5% era al di sotto dei 18, l'8,0% fra i 18 e i 24, il 29,8% fra i 25 e i 44, il 21,8% fra i 45 e i 64, mentre infine l'11,9% era al di sopra dei 65 anni di età. L'età media della popolazione era di 35 anni. Per ogni 100 donne residenti vivevano 94,4 maschi.